# لاندر
لاندر (وايومنغ) (بالإنجليزية: Lander, Wyoming)‏ هي مدينة تقع في الولايات المتحدة في مقاطعة فريمونت، وايومنغ. يقدر عدد سكانها بـ 7,487 نسمة ومساحتها 12.10 كم2 وترتفع عن سطح البحر 1,633 متر.

## التركيبة السكانية
قام مكتب تعداد الولايات المتحدة بتحديد بيانات التركيبة السكانية للاندرفي تعداد الولايات المتحدة. في ما يلي، التركيبة السكانية حسب تعدادي 2000 و2010.

### تعداد عام 2000
بلغ عدد سكان لاندر 6,867 نسمة بحسب تعداد عام 2000، وبلغ عدد الأسر 2,794 أسرة وعدد العائلات 1,824 عائلة مقيمة في المدينة. في حين سجلت الكثافة السكانية 1,554.0 نسمة لكل ميل مربع (600.0/كم2). وبلغ عدد الوحدات السكنية 3,036 وحدة بمتوسط كثافة قدره 687.0 نسمة لكل ميل مربع (265.3/كم2).
وتوزع التركيب العرقي للمدينة بنسبة 90.81% من البيض و 5.99% من الأمريكيين الأصليين و 0.32% من الأمريكيين ذوي الأصول الآسيوية و 0.15% من الأمريكيين الأفارقة و 2.04% من عرقين مختلطين أو أكثر. فيما شكل الهسبانيون أو اللاتينيون من أي عرق نسبة 3.48% من السكان.
بلغ عدد الأسر 2,794 أسرة كانت نسبة 30.4% منها لديها أطفال تحت سن الثامنة عشر تعيش معهم، وبلغت نسبة الأزواج القاطنين مع بعضهم البعض 51.5% من أصل المجموع الكلي للأسر، ونسبة 10.1% من الأسر كان لديها معيلات من الإناث دون وجود شريك، وكانت نسبة 34.7% من غير العائلات. وبلغ متوسط حجم الأسرة المعيشية 2.91، أما متوسط حجم العائلات فبلغ 2.34.
وكانت نسبة 24.1% من القاطنين تحت سن الثامنة عشر، وكانت نسبة 7.1% بين الثامنة عشر والأربعة وعشرون عاماً، ونسبة 26.7% كانت واقعةً في الفئة العمرية ما بين الخامسة والعشرون حتى والأربعة وأربعون عاماً، ونسبة 25.5% كانت ما بين الخامسة والأربعون حتى الرابعة والستون، يوجد لكل 100 أنثى 95.4 ذكر، ويوجد لكل 100 أنثى في الثامنة عشر من عمرها فما فوق 89.2 ذكر.
بلغ متوسط دخل الأسرة في المدينة 32,397 دولار، أما متوسط دخل العائلة فبلغ 41,958 دولار. وكان متوسط دخل الذكور 30,602 دولار مقابل 20,916 دولار للإناث. وسجل دخل الفرد الخاص بالمدينة 18,389 دولار. وكانت نسبة 9.9% من العائلات ونسبة 13.2% من السكان تحت خط الفقر، وكان من هؤلاء نسبة 19.3% تحت سن الثامنة عشر ونسبة 9.3% في الخامسة والستين من العمر وما فوق.

### تعداد عام 2010
بلغ عدد سكان لاندر 7,487 نسمة بحسب تعداد عام 2010، وبلغ عدد الأسر 3,161 أسرة وعدد العائلات 1,932 عائلة مقيمة في المدينة. في حين سجلت الكثافة السكانية 1,603.2 نسمة لكل ميل مربع (619.0/كم2). وبلغ عدد الوحدات السكنية 3,385 وحدة بمتوسط كثافة قدره 724.8 لكل ميل مربع (279.8/كم2).
وتوزع التركيب العرقي للمدينة بنسبة 88.0% من البيض و 7.3% من الأمريكيين الأصليين و 0.6% من الأمريكيين ذوي الأصول الآسيوية و 0.2% من الأمريكيين الأفارقة و 2.9% من عرقين مختلطين أو أكثر.
بلغ عدد الأسر 3,161 أسرة كانت نسبة 28.3% منها لديها أطفال تحت سن الثامنة عشر تعيش معهم، وبلغت نسبة الأزواج القاطنين مع بعضهم البعض 46.2% من أصل المجموع الكلي للأسر، ونسبة 10.9% من الأسر كان لديها معيلات من الإناث دون وجود شريك، بينما كانت نسبة 4.0% من الأسر لديها معيلون من الذكور دون وجود شريكة وكانت نسبة 38.9% من غير العائلات. وبلغ متوسط حجم الأسرة المعيشية 2.85، أما متوسط حجم العائلات فبلغ 2.30.
وكانت نسبة 22.4% من القاطنين تحت سن الثامنة عشر، وكانت نسبة 8% بين الثامنة عشر والأربعة وعشرون عاماً، ونسبة 25.3% كانت واقعةً في الفئة العمرية ما بين الخامسة والعشرون حتى والأربعة وأربعون عاماً، ونسبة 27.3% كانت ما بين الخامسة والأربعون حتى الرابعة والستون، وتوزع التركيب الجنسي للسكان بنسبة 49.0% ذكور و51.0% إناث.